# Vemork
 (novembre 2020).
Si vous disposez d'ouvrages ou d'articles de référence ou si vous connaissez des sites web de qualité traitant du thème abordé ici, merci de compléter l'article en donnant les références utiles à sa vérifiabilité et en les liant à la section « Notes et références ».
Vemork est le nom d'une centrale électrique située près de Rjukan dans la vallée du Tinn en Norvège. Construite par Norsk Hydro, elle a officiellement été ouverte en 1911. À ce moment, elle servait de source de courant électrique pour le procédé Birkeland-Eyde, lequel permet de fixer l'azote dans le but d'en faire de l'engrais azoté. 
Plus tard, Vemork fut utilisé pour la fabrication de l'eau lourde, lequel était un sous-produit obtenu lors de l'électrolyse de l'eau. Pendant la Seconde Guerre mondiale, la centrale fut attaquée par des commandos dans le but de saboter le programme atomique allemand. 
La production d'eau lourde fut arrêtée en 1971. En 1988, le site est maintenant le Norwegian Industrial Workers Museum.

## Histoire
En 1906, Norsk Hydro a lancé la construction de ce qui serait le plus grand complexe hydro-électrique au monde. Après six ans de travaux, la centrale de 60 MW de Vemork était la plus puissante au monde en 1911. Le coût du projet était si grand qu'il fallut obtenir des prêts en dehors de l'Europe. Les unités de production 1 à 5 furent construites par Voith et AEG, alors que les unités 6 à 10 furent construites par Escher Wyss et Oerlikon.
Le site devait alimenter en énergie le procédé Birkeland-Eyde. Plus tard, il fut modifié pour fabriquer l'eau lourde grâce à l'électrolyse de l'eau. Norsk Hydro fit construire une unité pour fabriquer de l'eau lourde à haute concentration, mais n'a jamais motivé sa décision. La production commença en décembre 1934.

### Sabotage

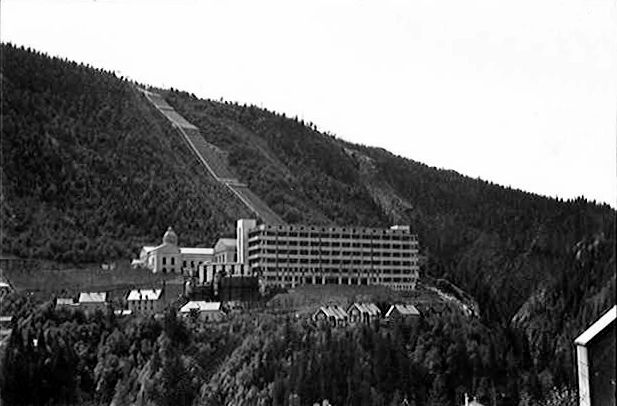
La centrale hydroélectrique en 1935. L'eau lourde était fabriquée dans l'immeuble à l'avant.

En 1940, le gouvernement français acheta le stock complet d'eau lourde de la Norvège. Les autorités allemandes avaient également offert d'acheter le stock, mais le gouvernement norvégien avait reçu des informations sur un possible usage militaire et préféra le remettre à un agent français, qui le fit parvenir en contrebande en France via l'Angleterre. Plus tard, le stock fut remis à des Britanniques. 
Lors de l'occupation de la Norvège par les forces armées allemandes, durant la Seconde Guerre mondiale, plusieurs tentatives de sabotage furent commandées par le SOE britannique dans le but de freiner la progression du programme atomique allemand. Plus tard, il fut découvert que ce programme n'était pas aussi avancé que prévu.
Cinq attaques furent effectuées contre le site :
1. Le 18 octobre 1942, des commandos norvégiens du SOE effectuèrent une mission de reconnaissance (opération Grouse) ;
2. En novembre 1942, le SOE lança l'opération Freshman. L'avion du commando s'écrasa et les survivants furent exécutés par l'armée allemande ;
3. Le 28 février 1943, un commando norvégien détruisit le site d'électrolyse de Rjukan, provoquant la perte de 500 kg d'eau lourde (opération Gunnerside) ;
4. Le 16 novembre 1943, l'armée américaine lança une attaque aérienne, mais n'obtint pas de résultats significatifs ;
5. Le 20 février 1944, la résistance norvégienne parvint à couler le ferry D/F HYDRO qui emportait l'eau lourde en Allemagne.

En 2009, le site est un musée industriel. L'une de ses expositions présente des faits survenus pendant les missions de sabotage.

## Médiatisation
En 1948, Jean Dréville a réalisé un film franco-norvégien, La bataille de l'eau lourde, où intervenaient plusieurs des résistants norvégiens membres des commandos de sabotage. 
En 1965, Anthony Mann a réalisé un film, Les Héros de Télémark, sur le même thème.
En 1975, Thomas Gallagher a publié Assault in Norway, un livre qui tente de retracer les évènements qui permirent de saboter le programme atomique de l'Allemagne.
En 2003, Ray Mears, un survivant des raids contre Vemork, a produit un documentaire pour le compte de la BBC et a écrit un livre, (The Real Heroes of Telemark), qui donne une perspective personnelle des difficultés rencontrées lors des missions de sabotage.
En 2015 une série en six épisodes (The Heavy Water War : les soldats de l'ombre) retrace le sabotage de l'usine de Vemork.